# Gambialoa
Gambialoa är ett släkte av insekter. Gambialoa ingår i familjen dvärgstritar.

## Dottertaxa tillGambialoa, i alfabetisk ordning[1]
- Gambialoa accidentalis
- Gambialoa ahmedi
- Gambialoa asiatica
- Gambialoa atropunctata
- Gambialoa basa
- Gambialoa beya
- Gambialoa bomansi
- Gambialoa borealis
- Gambialoa cellularis
- Gambialoa cygnus
- Gambialoa defecta
- Gambialoa edromai
- Gambialoa elsa
- Gambialoa finita
- Gambialoa forcipata
- Gambialoa gambiensis
- Gambialoa hibisci
- Gambialoa kashmirensis
- Gambialoa lequesnei
- Gambialoa lobata
- Gambialoa lutfyi
- Gambialoa malayana
- Gambialoa muelleri
- Gambialoa newbyi
- Gambialoa nigra
- Gambialoa orae
- Gambialoa orientalis
- Gambialoa sohii
- Gambialoa stubbsi
- Gambialoa synavei
- Gambialoa uara
- Gambialoa wika